# Stipernica
Stipernica falu Horvátországban Krapina-Zagorje megyében. Közigazgatásilag Pregradához tartozik.

## Fekvése
Krapinától 13 km-re, községközpontjától 5 km-re délnyugatra a Horvát Zagorje északnyugati részén fekszik.

## Története
A településnek 1857-ben 211, 1910-ben 350 lakosa volt. Trianonig Varasd vármegye Pregradai járásához tartozott. A településnek 2001-ben 209 lakosa volt.

## Külső hivatkozások
- Pregrada hivatalos oldala
- A város információs portálja